# Bulbophyllum lemurense
Bulbophyllum lemurense là một loài phong lan thuộc chi Bulbophyllum.